# Premi al millor jugador jove de la Lliga ACB
El premi al millor jugador jove de la Lliga ACB, anomenat fins al 2013 premi al jugador revelació, s'atorga anualment des de la temporada 2004/05 de l'ACB per la mateixa Associació de Clubs de Bàsquet i premia al jugador jove que presenta una millor progressió al llarg de la temporada regular.

## Premi al jugador revelació
| Temporada | Jugador          | Equip                    | Ref.  |
| --------- | ---------------- | ------------------------ | ----- |
| 2004/05   | Sergio Rodríguez | Adecco Estudiantes       | [ 1 ] |
| 2005/06   | Carlos Suárez    | Adecco Estudiantes       | [ 2 ] |
| 2006/07   | Ricky Rubio      | DKV Joventut             | [ 3 ] |
| 2007/08   | Mirza Teletović  | TAU Cerámica             | [ 4 ] |
| 2008/09   | Brad Oleson      | Alta Gestión Fuenlabrada | [ 5 ] |
| 2009/10   | Richard Hendrix  | CB Granada               | [ 6 ] |
| 2010/11   | Gustavo Ayón     | Baloncesto Fuenlabrada   | [ 7 ] |
| 2011/12   | Micah Downs      | Bàsquet Manresa          | [ 8 ] |
| 2012/13   | Salah Mejri      | Blu:sens Monbús          |       |

## Premi al millor jugador jove
| Temporada | Jugador             | Equip                | Ref.   |
| --------- | ------------------- | -------------------- | ------ |
| 2013/14   | Guillem Vives       | FIATC Joventut       | [ 9 ]  |
| 2014/15   | Dani Díez           | Gipuzkoa Basket      | [ 10 ] |
| 2015/16   | Juancho Hernangómez | Movistar Estudiantes | [ 11 ] |
| 2016/17   | Luka Dončić         | Reial Madrid         | [ 12 ] |
| 2017/18   | Luka Dončić (2)     | Reial Madrid         | [ 13 ] |
| 2018/19   | Carlos Alocén       | Tecnyconta Zaragoza  |        |
| 2019/20   | Carlos Alocén (2)   | Casademont Zaragoza  |        |